# Stachlburg

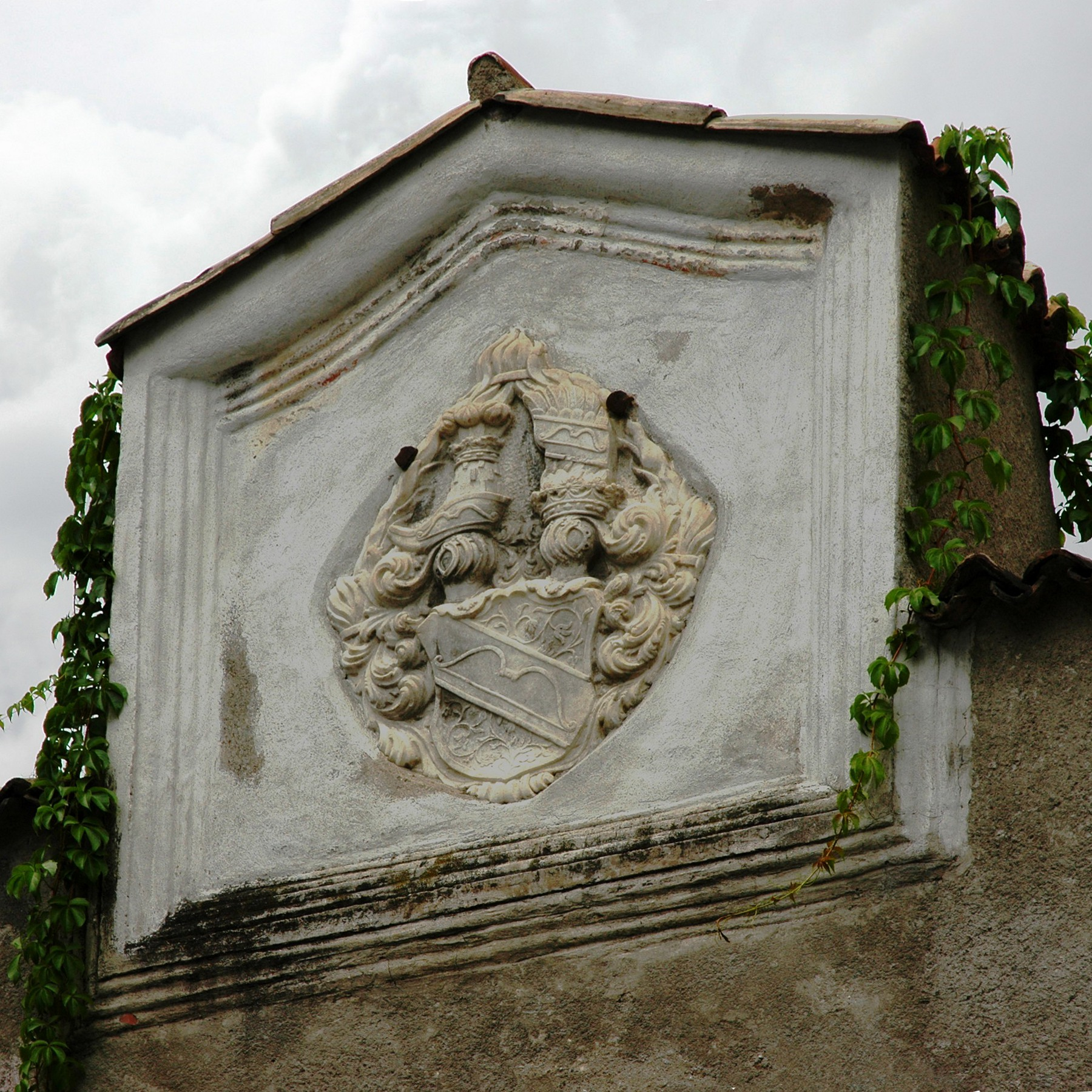
Wappenrelief mit Doppel-Bogen über dem Eingangstor der Stachlburg (2006)

Die Stachlburg (auch Stachelburg) ist eine Burg in Partschins in Südtirol, die sich in Besitz der Familie von Kripp befindet.

## Geschichte
Der Turm in Partschins gehörte den gleichnamigen Herren von Partschins aus der Deszendenz der Taranten (Tarantsberg). Georg Stachl, ein Pfleger auf Schloss Forst (bei Algund), wurde 1538 mit dem Prädikat von Stachelburg geadelt und erwarb 1547 das Anwesen. 1552 wurde der Ansitz noch als Tarantshube bezeichnet, 1576 erstmals als Stachlburg. Der letzte Graf von Stachlburg, Graf Johann (* 3. September 1778), fiel in den Tiroler Freiheitskriegen am 25. Mai 1809 in der zweiten Bergiselschlacht. Durch seine dritte Tochter Antonia, verheiratet mit Aloys Freiherrn von Schneeburg, wurde der Besitz an die Freiherren von Schneeburg, dann an die Freiherren von Giovanelli zu Gerstburg und Hörtenberg und schließlich im Jahr 1946 an die Freiherren von Kripp vererbt.

## Burganlage
Die Burg besteht aus zwei Hauptgebäuden, die sich westlich und östlich an einen um 1250 erbauten Bergfried mit Pyramidendach lehnen. Das westliche Gebäude ist ein um 1300 erbauter, ursprünglich frei stehender Palas, das östliche ein ab 1400 bzw. 1500 erbautes Haus mit Renaissancestube. Um 1600 sind die beiden Teile durch einen Bogenzwischenbau verbunden worden. Im östlichen Teil der Stachlburg befindet sich ein 1727 erbauter Musiksaal mit Stuckdecke und allegorischen Dekorationen. Ebenso an den Garten angrenzend steht ein kleines Nebenhaus, an dessen dem Platz zugewandten Fassade 2007 ein Wappen von König Ferdinand I. gefunden und restauriert wurde.

## Wirtschaft
Bis in die 1970er Jahre wurde Getreide angebaut und Milchvieh gehalten. Ab 1972 wurden bestehende Apfelanlagen intensiviert und auf Spalierkultur umgestellt. Ab 1990 wurde wieder Wein angebaut, der auf der Höhe von 650 m besondere Sorgfalt erfordert, wobei Burgundersorten dominieren. Seit 1998 ist der gesamte Betrieb auf biologische Anbauweise umgestellt worden und übertrifft mit den ökologischen Grundsätzen des Bioland-Verbandes die Bestimmungen der EU-Richtlinie.